# Episodi di Le inchieste di Boston Blackie (seconda stagione)
La seconda stagione della serie televisiva Le inchieste di Boston Blackie è andata in onda negli Stati Uniti dal 17 ottobre 1952 al 22 maggio 1953 in syndication.
| nº | Titolo originale     | Prima TV USA     | Titolo italiano | Prima TV Italia |
| -- | -------------------- | ---------------- | --------------- | --------------- |
| 1  | Black Widow          | 17 ottobre 1952  |                 |                 |
| 2  | Fall Guy             | 24 ottobre 1952  |                 |                 |
| 3  | Death Trap           | 31 ottobre 1952  |                 |                 |
| 4  | The 13th Dummy       | 7 novembre 1952  |                 |                 |
| 5  | Deep Six             | 14 novembre 1952 |                 |                 |
| 6  | Minuet for Murders   | 21 novembre 1952 |                 |                 |
| 7  | Timely Hour          | 28 novembre 1952 |                 |                 |
| 8  | Queen of Thieves     | 5 dicembre 1952  |                 |                 |
| 9  | 101 Blonde           | 12 dicembre 1952 |                 |                 |
| 10 | Inside Crime         | 19 dicembre 1952 |                 |                 |
| 11 | So Was Goliath       | 26 dicembre 1952 |                 |                 |
| 12 | Death Does a Rumba   | 2 gennaio 1953   |                 |                 |
| 13 | The Gunman           | 9 gennaio 1953   |                 |                 |
| 14 | Jack in the Box      | 16 gennaio 1953  |                 |                 |
| 15 | Revenge              | 23 gennaio 1953  |                 |                 |
| 16 | The Friendly Gesture | 30 gennaio 1953  |                 |                 |
| 17 | The Heist Job        | 6 febbraio 1953  |                 |                 |
| 18 | The Deadly Payoff    | 13 febbraio 1953 |                 |                 |
| 19 | The Hot Gimmick      | 20 febbraio 1953 |                 |                 |
| 20 | The Alibi            | 27 febbraio 1953 |                 |                 |
| 21 | Keys to the Killer   | 6 marzo 1953     |                 |                 |
| 22 | Studio Murder        | 13 marzo 1953    |                 |                 |
| 23 | Hired Hand           | 20 marzo 1953    |                 |                 |
| 24 | Shoot the Works      | 27 marzo 1953    |                 |                 |
| 25 | The Motorcycle Kid   | 3 aprile 1953    |                 |                 |
| 26 | A Date with Romero   | 10 aprile 1953   |                 |                 |
| 27 | False Face           | 17 aprile 1953   |                 |                 |
| 28 | Crown Jewels         | 24 aprile 1953   |                 |                 |
| 29 | Pursuit              | 1º maggio 1953   |                 |                 |
| 30 | Grab Bag             | 8 maggio 1953    |                 |                 |
| 31 | Narcotic Ring        | 15 maggio 1953   |                 |                 |
| 32 | Big Tom's Clambake   | 22 maggio 1953   |                 |                 |

## Black Widow
- Diretto da:
- Scritto da:

### Trama
- Interpreti: Kent Taylor (Boston Blackie), Lois Collier (Mary Wesley), Frank Orth (ispettore Faraday), Stephen Gregory, John Marchak, Joe McGuinn, John Pickard, Pierre Watkin, Sheila Watson

## Fall Guy
- Diretto da:
- Scritto da:

### Trama
- Interpreti: Kent Taylor (Boston Blackie), Lois Collier (Mary Wesley), Frank Orth (ispettore Faraday)

## Death Trap
- Diretto da:
- Scritto da:

### Trama
- Interpreti: Kent Taylor (Boston Blackie), Lois Collier (Mary Wesley), Frank Orth (ispettore Faraday), Bill Catching, Scott Douglas, Stephen Gregory, John Marshall, Troy Melton, Allen O'Locklin, John Pickard, Sheila Watson

## The 13th Dummy
- Diretto da:
- Scritto da:

### Trama
- Interpreti: Kent Taylor (Boston Blackie), Lois Collier (Mary Wesley), Frank Orth (ispettore Faraday), Paul Cavanagh (Wilton Barclay), Noreen Michaels (Lydia), Louise Arthur (Ella Mantelli), Bill Fletcher (Dick Mantelli), James Parnell (Joseph - the Doorman), Bill Catching (poliziotto), Tom Hanlon (News Vendor)

## Deep Six
- Diretto da:
- Scritto da:

### Trama
- Interpreti: Kent Taylor (Boston Blackie), Frank Orth (ispettore Faraday), Lois Collier (Mary Wesley), Clark Howat (Skip Clark), William Bakewell (Lang), Peter Mamakos (Hayes), Tracey Roberts (Louella), Lee Van Cleef (capitano Jansen), Hugh Sanders (George Mittner), Troy Melton, Bill Catching

## Minuet for Murders
- Diretto da:
- Scritto da:

### Trama
- Interpreti: Kent Taylor (Boston Blackie), Lois Collier (Mary Wesley), Frank Orth (ispettore Faraday), Evelyn Eaton (Lenore Aldwin), John Carson (Madison), Skelton Knaggs (Rainey), Bill Catching, Earle Hodgins, Reed Howes, Troy Melton, Don Peters

## Timely Hour
- Diretto da:
- Scritto da:

### Trama
- Interpreti: Kent Taylor (Boston Blackie), Lois Collier (Mary Wesley), Frank Orth (ispettore Faraday), John Carson, Earle Hodgins, Reed Howes, Skelton Knaggs, Don Peters, Mary Young

## Queen of Thieves
- Diretto da:
- Scritto da:

### Trama
- Interpreti: Kent Taylor (Boston Blackie), Lois Collier (Mary Wesley), Frank Orth (ispettore Faraday), John Carson (Duke), Earle Hodgins (Knot Head), Reed Howes, Skelton Knaggs (Archie the Dip), Troy Melton, Don Peters, Mary Young (Needles)

## 101 Blonde
- Diretto da:
- Scritto da:

### Trama
- Interpreti: Kent Taylor (Boston Blackie), Lois Collier (Mary Wesley), Frank Orth (ispettore Faraday), John Crawford (Jim Marcum), Marjorie Weaver (The Blonde), Barry Bernard, Ted Hecht, Walter Kelly

## Inside Crime
- Diretto da:
- Scritto da:

### Trama
- Interpreti: Kent Taylor (Boston Blackie), Lois Collier (Mary Wesley), Frank Orth (ispettore Faraday), William Bakewell (Lang), Bill Catching, Clark Howat (Hanlon), Peter Mamakos (Hood), Troy Melton, Milburn Morante, Tracey Roberts (Sally Taylor), Lee Van Cleef (Lou)

## So Was Goliath
- Diretto da:
- Scritto da:

### Trama
- Interpreti: Kent Taylor (Boston Blackie), Lois Collier (Mary Wesley), Frank Orth (ispettore Faraday), John Kellogg (Sid Capper), Anne Kimbell (Jenny Capper), John Indrisano (Spoiler Garrett), Emory Parnell (Bishop), Allen Jenkins, Don Dillaway, Charles Wagenheim

## Death Does a Rumba
- Diretto da:
- Scritto da:

### Trama
- Interpreti: Kent Taylor (Boston Blackie), Lois Collier (Mary Wesley), Frank Orth (ispettore Faraday), Vicki Bakken (Valdita), Maurice Jara (Latso), Allen Jenkins, John Kellogg, Anne Kimbell, Emory Parnell, Leo Penn (Fernando), Richard Reeves (Garrett), Felipe Turich, Charles Wagenheim

## The Gunman
- Diretto da:
- Scritto da:

### Trama
- Interpreti: Kent Taylor (Boston Blackie), Lois Collier (Mary Wesley), Frank Orth (ispettore Faraday), Don Dillaway, John Indrisano (Vic), Allen Jenkins (Gregory Phillips), John Kellogg (Barry Morgan), Anne Kimbell (Anne Morgan), Emory Parnell (Ed Miller), Charles Wagenheim

## Jack in the Box
- Diretto da:
- Scritto da:

### Trama
- Interpreti: Kent Taylor (Boston Blackie), Lois Collier (Mary Wesley), Frank Orth (ispettore Faraday)

## Revenge
- Diretto da:
- Scritto da:

### Trama
- Interpreti: Kent Taylor (Boston Blackie), Lois Collier (Mary Wesley), Frank Orth (ispettore Faraday), Peter Brocco (Jones), John Close, William Phillips, Allan Ray, Alex Sharp, Larry Stewart

## The Friendly Gesture
- Diretto da:
- Scritto da:

### Trama
- Interpreti: Kent Taylor (Boston Blackie), Lois Collier (Mary Wesley), Frank Orth (ispettore Faraday), Ben Cameron (Barney Stevens), Ben Welden, Robert Keys, Art Gilmore, Edgar Dearing, Ted Mapes, Troy Melton, Bill Catching, Irene Vernon (unconfirmed)

## The Heist Job
- Diretto da:
- Scritto da:

### Trama
- Interpreti: Kent Taylor (Boston Blackie), Lois Collier (Mary Wesley), Frank Orth (ispettore Faraday), Billy Halop (Johnny Evans), Peter Leeds (Harry Webb), Jan Bryant (Marge Evans), Cosmo Sardo (Fishing Boat Captain), Clarence Straight ( della poliziaOfficer Joe), Enid Baine (infermiera), Bill Catching, Troy Melton

## The Deadly Payoff
- Diretto da:
- Scritto da:

### Trama
- Interpreti: Kent Taylor (Boston Blackie), Lois Collier (Mary Wesley), Frank Orth (ispettore Faraday), Mary Young (Needles)

## The Hot Gimmick
- Diretto da:
- Scritto da:

### Trama
- Interpreti: Kent Taylor (Boston Blackie), Lois Collier (Mary Wesley), Frank Orth (ispettore Faraday)

## The Alibi
- Diretto da:
- Scritto da:

### Trama
- Interpreti: Kent Taylor (Boston Blackie), Lois Collier (Mary Wesley), Frank Orth (ispettore Faraday), Christine Larsen, Lou Nova, Lee Roberts, Benny Rubin, Philip Van Zandt, Robert J. Wilke

## Keys to the Killer
- Diretto da:
- Scritto da:

### Trama
- Interpreti: Kent Taylor (Boston Blackie), Lois Collier (Mary Wesley), Frank Orth (ispettore Faraday)

## Studio Murder
- Diretto da:
- Scritto da:

### Trama
- Interpreti: Kent Taylor (Boston Blackie), Lois Collier (Mary Wesley), Frank Orth (ispettore Faraday)

## Hired Hand
- Diretto da:
- Scritto da:

### Trama
- Interpreti: Kent Taylor (Boston Blackie), Lois Collier (Mary Wesley), Frank Orth (ispettore Faraday), Walter Coy (Gillian), Lorna Thayer (Rachel Hendrix), James Anderson (Amos Hendrix), Jerry Roberts, Ralph Montgomery

## Shoot the Works
- Diretto da:
- Scritto da:

### Trama
- Interpreti: Kent Taylor (Boston Blackie), Lois Collier (Mary Wesley), Frank Orth (ispettore Faraday), Barbara Knudson (Mrs. Acropolis), Nesdon Booth, William Cottrell, Bobby Watson, Carleton Young

## The Motorcycle Kid
- Diretto da:
- Scritto da:

### Trama
- Interpreti: Kent Taylor (Boston Blackie), Frank Orth (ispettore Faraday), Lois Collier (Mary Wesley), Sandy Sanders (Nick Vincent), Gloria Talbott (Peggy Davis), Wheaton Chambers (C.A. Vincent), Harry Brown (droghierey Store Owner)

## A Date with Romero
- Diretto da:
- Scritto da:

### Trama
- Interpreti: Kent Taylor (Boston Blackie), Lois Collier (Mary Wesley), Frank Orth (ispettore Faraday)

## False Face
- Diretto da:
- Scritto da:

### Trama
- Interpreti: Kent Taylor (Boston Blackie), Frank Orth (ispettore Faraday), Lois Collier (Mary Wesley), June Vincent (Elizabeth Farrell), George Eldredge (Stuart / Dave), Marshall Reed (Slick), Bill Catching, Margaret Hedin

## Crown Jewels
- Diretto da:
- Scritto da:

### Trama
- Interpreti: Kent Taylor (Boston Blackie), Lois Collier (Mary Wesley), Frank Orth (ispettore Faraday), Michael Ansara, Bill Catching, Charlita, Gil Frye, John Merton

## Pursuit
- Diretto da:
- Scritto da:

### Trama
- Interpreti: Kent Taylor (Boston Blackie), Lois Collier (Mary Wesley), Frank Orth (ispettore Faraday), Irvin Ashkenazy, John Doucette, Diane Fortier, Joe E. Ross, Lyle Talbot

## Grab Bag
- Diretto da:
- Scritto da:

### Trama
- Interpreti: Kent Taylor (Boston Blackie), Lois Collier (Mary Wesley), Frank Orth (ispettore Faraday), Roscoe Ates, Karen King, Henry Rowland, Mark Scott, Lucille Thompson, Philip Van Zandt

## Narcotic Ring
- Diretto da:
- Scritto da:

### Trama
- Interpreti: Kent Taylor (Boston Blackie), Lois Collier (Mary Wesley), Frank Orth (ispettore Faraday)

## Big Tom's Clambake
- Diretto da:
- Scritto da:

### Trama
- Interpreti: Kent Taylor (Boston Blackie), Lois Collier (Mary Wesley), Frank Orth (ispettore Faraday)